# Кристенсен, Сёрен Петер
Сёрен Петер Кристенсен (дат. Søren Peter Christensen; 30 октября 1884 — 12 октября 1927, Фоборг, Южная Дания) — датский гимнаст, серебряный призёр летних Олимпийских игр 1912 года в командном первенстве по шведской системе.